# چین در المپیک تابستانی ۲۰۰۸
چین در بازی‌های المپیک تابستانی ۲۰۰۸ که در شهر پکن چین برگزار شد، کاروان چین با ۶۳۹ ورزشکار در این رقابت‌ها شرکت کرد و موفق به کسب ۱۰۰ مدال (۵۱ طلا، ۲۱ نقره، ۲۸ برنز) شد. در جدول رتبه‌بندی توزیع مدال‌ها، چین در ردهٔ ۱ مسابقات قرار گرفت.